# Budzynek
Budzynek is een plaats in het Poolse district  Poddębicki, woiwodschap Łódź. De plaats maakt deel uit van de gemeente Dalików en telt 140 inwoners.